# Клод Форбен
Клод Форбен (6. август 1656 – 4. март 1733) је био француски адмирал.

## Биографија
Клод Форбен је учествовао у Француско-холандском рату (1674-1678) у којем се истакао као вешт гусар. У периоду од 1685. до 1688. године служио је у тајландској морнарици као адмирал. Учествовао је и у Фалачком рату као командант гусарских бродова. Године 1689. је пао у заробљеништво заједно са Жаном Баром. Њих двојица су чамцима успели да побегну из Енглеске. Клод Форбен је учествовао и у Рату за шпанско наслеђе у којем је 1702. године блокирао Венецију и Трст. Две године касније је на челу Денкершке ескадре водио крстарички рат у Северном мору. Велики успех у борби против Холанђана остварио је 1706. године када је успео да зароби два линијска брода. Следеће године је заробио један британски линијски брод као и двадесетак трговачких. Допринео је победи Француза у бици код Лизарда. Са Џејмсом III, претендентом на енглески престо, одблокирао је 1708. године Денкерк. Свој живот описао је 1730. године у мемоарима. Умро је 1733. године.